# Abbadia a Isola
Abbadia a Isola (anche Badia a Isola, già Abazia dell'Isola o Abazia del Lago, anticamente Borgonuovo) è una frazione del comune italiano di Monteriggioni, nella provincia di Siena, in Toscana. La frazione dista 3,23 chilometri da Monteriggioni.

## Storia
La zona di Abbadia a Isola era frequentata fin dal IX secolo a.C.; nei dintorni si trovano alcune tombe della necropoli etrusca del Casone, tra cui spicca la famosa tomba dei Calisna sepu
L'abbazia fu fondata nel 1001
 dalla contessa Ava, figlia del conte Zanobi e vedova d'Ildebrando signore di Staggia e di Val di Strove, lungo la via Francigena e in particolare presso uno dei castelli di proprietà della stessa famiglia denominato Borgonuovo.
Deve il nome al contesto ambientale, in quanto, sorgendo ai margini di terreni impaludati, la chiesa sembrava poggiare su un'isola.
Il castello di Borgonuovo era lo stesso menzionato da Sigerico di Canterbury che vi fece tappa tra il 990 e il 994, di ritorno da Roma dopo avere ricevuto l'investitura dal papa Giovanni XV con la consegna del pallio. Percorrendo la via Francigena l'arcivescovo di Canterbury menziona nel suo diario Burgenove. La località rappresentava la XVI tappa (mansio) del suo itinerario verso l'Inghilterra.
Gli abati divennero nei secoli successivi padroni assoluti di Borgonuovo e delle terre circostanti, cosicché quel castello perse progressivamente d'importanza in favore dell'abbazia, il cui potere culminò nel XIV secolo. Ne è riprova una convenzione stipulta alla Badia a Isola l'11 dicembre 1256 fra l'abate e il rettore o sindaco del Comune di Borgonuovo, con la quale si accorda agli abitanti di potere eleggere per rettore una persona di loro fiducia.

## Monumenti e luoghi d'interesse
- Abbazia dei Santi Salvatore e Cirino
- Museo archeologico di Monteriggioni
- Oratorio della Compagnia del Corpus Domini
- Oratorio della Madonna della Neve
- Casa Giubileo, sul Montemaggio
- Necropoli del Casone
- Necropoli di Abbadia a Isola
- Tomba etrusca del Poggiolo

## Galleria d'immagini

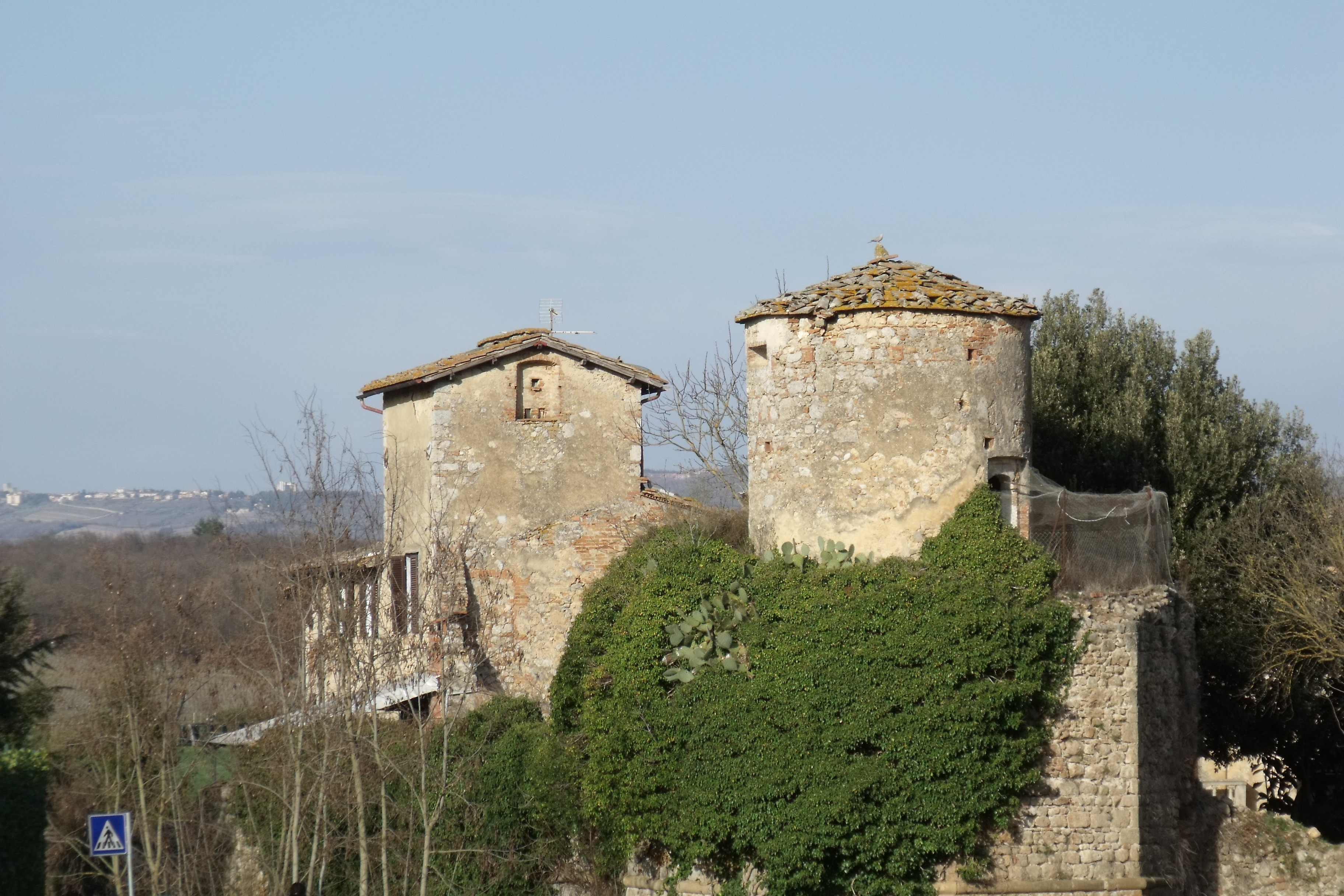
Antiche mura
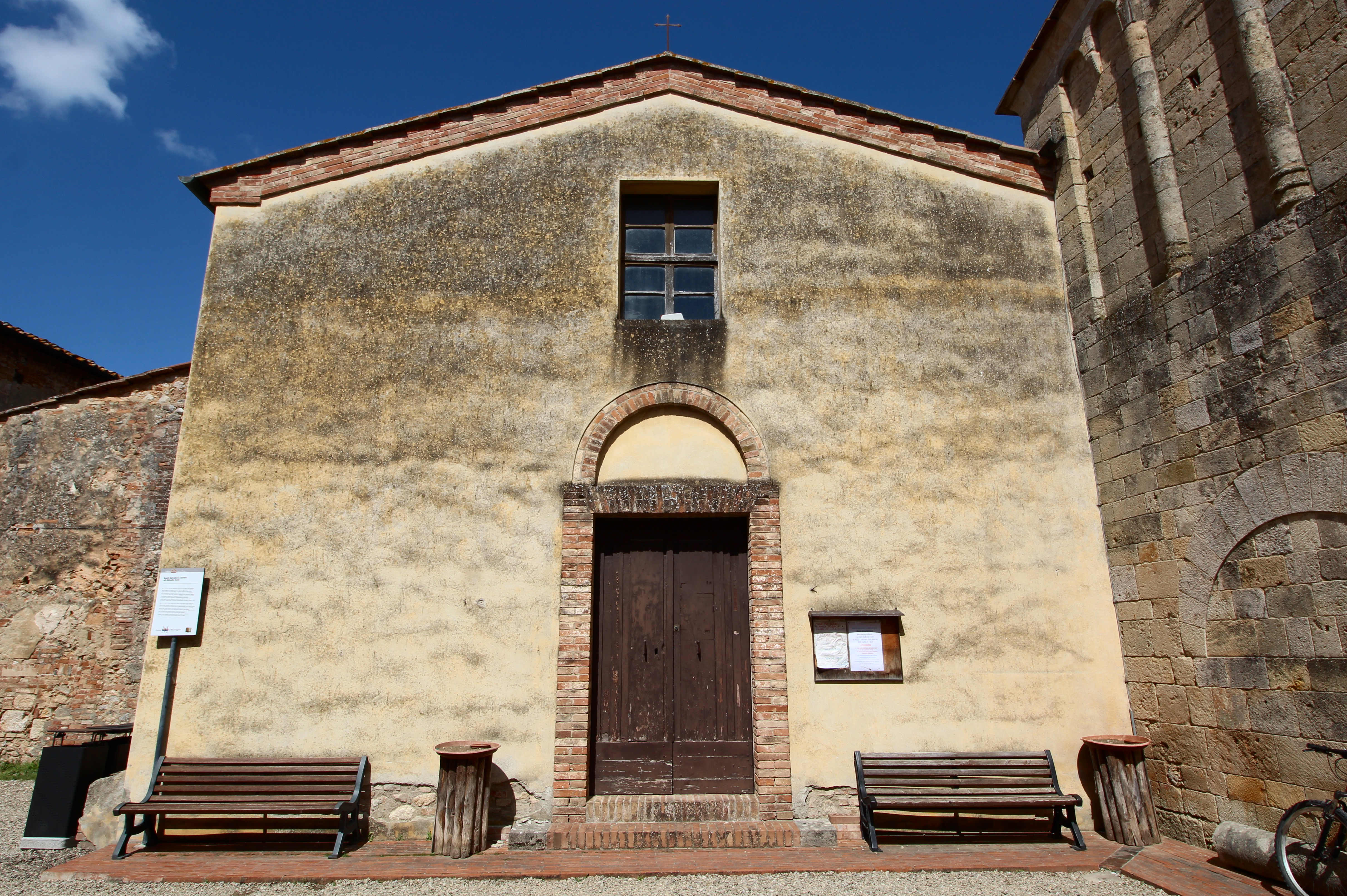
Compagnia del Corpus Domini
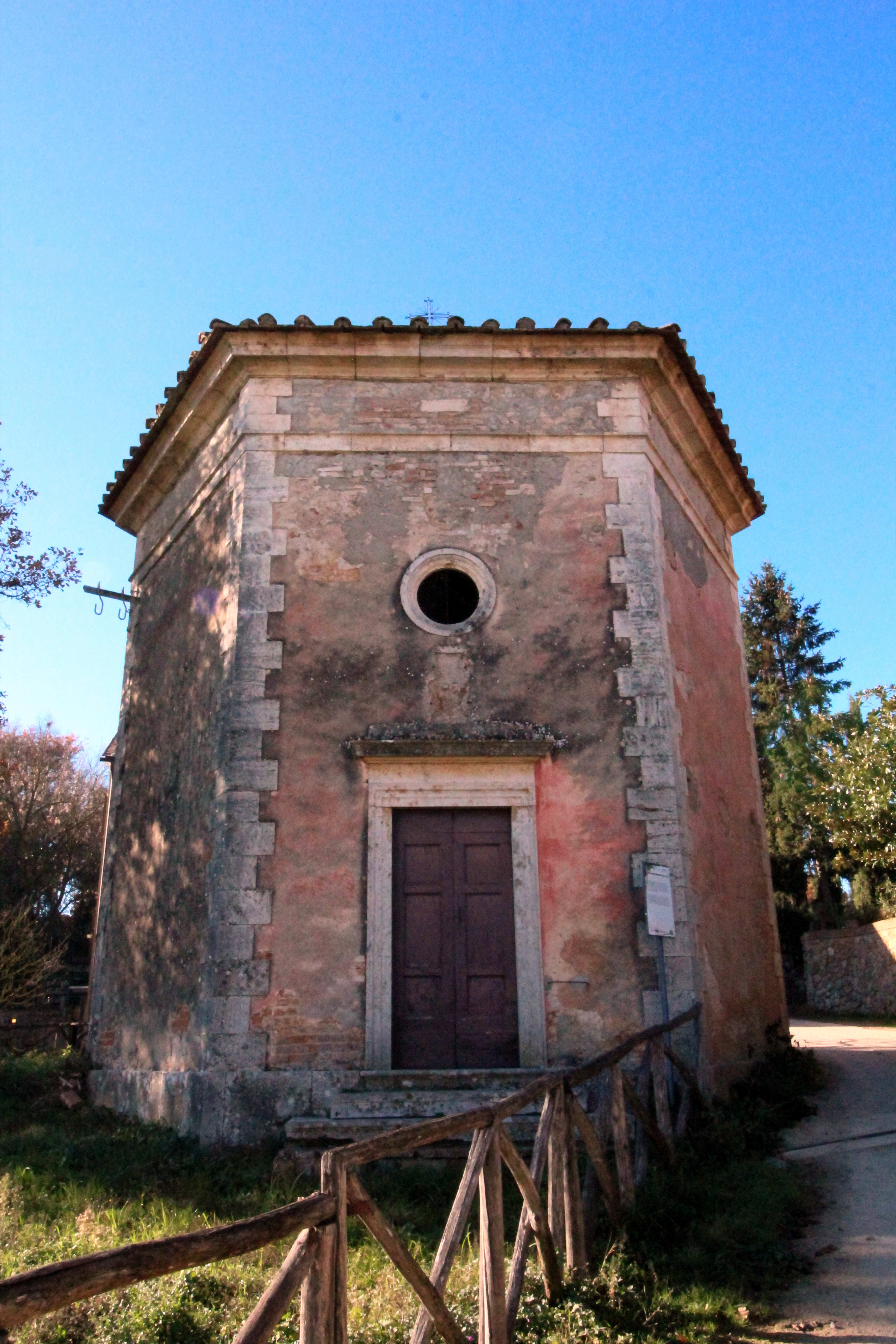
Oratorio della Madonna della Neve
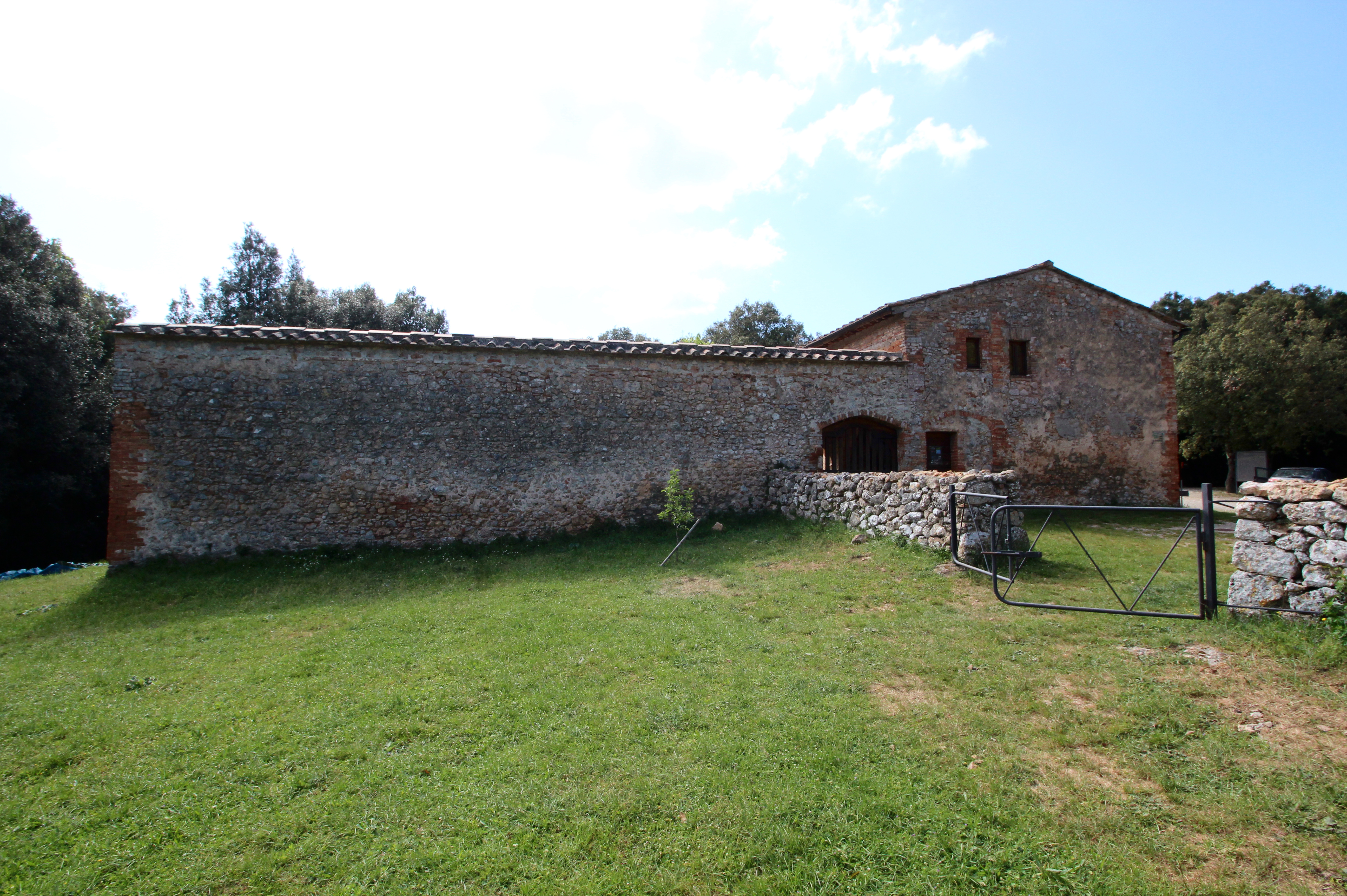
Casa Giubileo